# Roger Quintaine
Roger Quintaine, né le 26 juillet 1921 à Montreuil et mort le 28 juin 2005 à Étampes, est un peintre français paysagiste.

## Biographie
Roger Quintaine est né le 26 juillet 1921 à Paris. Il commence à peindre à l'âge de 17 ans. Roger Quintaine commence à exposer en 1942, principalement à Paris au Salon de la Société Nationale des Beaux-Arts dont il est membre. Il expose également au Salon d'Automne, au Salon des Terres Latines et au Salon de la Peinture Française au Musée de l'Île-de-France à Sceaux.
Roger Quintaine meurt le 28 juin 2005.

## Exposition
- 2017 : exposition posthume intitulée Roger Quintaine, de Concarneau à Venise (1921-2005), Langeac[4].